# آرثر مارفن
آرثر مارفن (بالإنجليزية: Arthur Marvin)‏ هو مصور سينمائي أمريكي، ولد في 1 أبريل 1859 في Warners, New York ‏ في الولايات المتحدة، وتوفي في 18 يناير 1911 في لوس أنجلوس في الولايات المتحدة.

## وصلات خارجية
- آرثر مارفن على موقع IMDb (الإنجليزية)
- آرثر مارفن على موقع تيرنر كلاسيك موفيز (الإنجليزية)
- آرثر مارفن على موقع أول موفي (الإنجليزية)
- آرثر مارفن على موقع قاعدة بيانات الأفلام السويدية (السويدية)
- آرثر مارفن على موقع قاعدة بيانات الفيلم (الإنجليزية)
- آرثر مارفن على موقع كينوبويسك (الروسية)